# Trota (araldica)
In araldica la trota è simbolo di onestà.

D'oro, alla trota d'azzurro, sostenuta da tre burelle ondate dello stesso; al capo di rosso caricato di una crocetta d'argento (stemma di Nantua, Francia)
Nel 2° d'azzurro, alla trota rivoltata d'argento, posta in fascia (Bussang, Francia)
D'azzurro, alla trota d'argento alettata e codata di rosso, posta in sbarra; al capo merlato rovesciato d'argento (L'Argentière-la-Bessée, Francia)
D'azzurro, a una trota e un temolo d'argento, nuotanti una sull'altro (Fontaine-de-Vaucluse, Francia)
Di rosso, alla trota d'oro, posta in palo (Eratsun, Spagna)
Trota d'argento, alettata al naturale (distretto di Dhünn, Wermelskirchen, Germania)